# Time Changer
Time Changer (Brasil: A Jornada: Uma Viagem pelo Tempo ) é um filme lançado pela Five & Two Pictures, uma produtora cristã (Brasil:COMEV).

## Sinopse
Em 1890, o professor do Seminário Bíblico da Graça, Russell Carlisle (D. David Morin) está prestes a publicar seu livro. Nesse livro, um dos pontos que ele fala é que a moral cristã pode ser ensinada sem a autoridade de Jesus. Ele pede ao seus colegas do seminário para endossar o livro, já que poderia divulgar o seminário. Porém é advertido pelo professor mais experiente Norris Anderson (Gavin MacLeod) exatamente nesse ponto. Inconformado, Carlisle tenta publicar assim mesmo, mas não consegue. O dr. Anderson leva-o para sua casa para explicar porque não concordou com aquela parte.
O dr. Anderson mostra a Carlisle uma máquina do tempo, construída por seu pai, John Anderson, e o leva para o ano 2000. Carlisle, após ver como a sociedade estava decadente, viu que os ensinos que um homem pode viver moralmente sem Deus pode ser colocado em prática, porém com graves conseqüências. E essa era a advertência do dr. Anderson.
Alerta de spoiler:[Ao final do filme, o Pr. Norris Anderson tenta levar, por meio de sua máquina do tempo, um grande livro ao ano de 2100, porem não consegue porque, segundo a teoria do filme, objetos só podem ser transportados para épocas onde ainda existem. Então, tenta levar a 2090, mas não consegue pelo mesmo motivo, tenta levar a 2080, mas não pode, e assim por diante.]